# Мэттью, Скотт
Скотт Мэттью — вокалист и автор песен, родившийся в Квинсленде, Австралия. На данный момент[когда?] проживает и выступает как независимый артист в Нью-Йорке.
Скотт Мэттью был членом альтернативной поп-группы «Elva Snow», которую он основал вместе с бывшим участником «Morrisey» Спенсером Корбеном. Две песни «Elva Snow» (Скотт — вокал, Спенсер — ударные, клавишные, гитара) из их одноимённого дебютного альбома были включены в саундтрек к паре фильмов. Первую — «Hold Me» — можно услышать в картине 2004 года «The Last Run» (режиссёр Джонатан Сигал, в главной роли Фред Севедж), а «Could Ya» в 2005 появилась в ленте Кая Маурера «Splinter». После распада «Elva Snow», Мэттью выступал в группе «Songs to Drink and Drive By».
Но Скотт Мэттью больше всего известен публике благодаря его вокальным партиям к саундтреку к аниме Ghost in the Shell: Stand Alone Complex и Cowboy Bebop: Knockin' on Heaven’s Door (к обоим музыку написала Ёко Канно), среди фанов коих он почитается как один из наиболее достойных доверия вокальных исполнителей. Его исполнение альт-роковой песни «Lithium Flower», которую можно услышать в конце каждого эпизода «Stand Alone Complex», заработало ему национальное признание в Японии, как и в США, когда сериал был показан по «Cartoon Network’s Adult Swim». Мэттью также написал текст к «Go Where No One’s Gone Before», заглавной теме из аниме «L/R: Licensed by Royalty», исполненной Билли Престоном.
Мэттью недавно получил ещё большую популярность в связи с его участием в написании оригинального саундтрека к чёрной сексуальной комедии Джона Кэмерона Митчелла «Shortbus». Саундтрек включает 6 песен Скотта.
Вокал Скотта Мэттью можно описать как тёплый, даже знойный, слегка женственный. Кроме пения, он также имеет немалый талант к игре на гитаре и экзотичном инструменте укулеле (четырёхструнное подобие гитары).

## Дискография
- Elva Snow (2005)
- Scott Matthew (альбом) (2007)
- Silent Nights EP (2008)
- There Is An Ocean That Divides (2009)
- Christmas Single (2011)
- Gallantry’s Favorite Son (2011)